# Dekanat Karniów
Dekanat Karniów – jeden z 11 dekanatów tworzących diecezję ostrawsko-opawską Kościoła łacińskiego w Czechach. Obowiązki dziekana pełni (2011) ks. Karel Doležel, proboszcz parafii w Městie Albrechticach.
Dekanat istniał już w 1639. W 1713 obejmował również znajdujące się dziś na terytorium Polski, a po I wojnie śląskiej od 1742 w granicach Prus (zob. dystrykt kietrzański) parafie: Głubczyce, Nowa Cerekwia, Gołuszowice, Równe, Włodzienin, Opawica i Sucha Psina z filiami.
Obejmuje 27 parafii
- Bohušov: Parafia św. Marcina
- Brantice: Parafia Wniebowzięcia Panny Marii
- Býkov: Parafia Panny Marii Karmelskiej
- Heřmanovice: Parafia św. Andrzeja
- Holčovice: Parafia Niepokalanego Poczęcia Panny Marii
- Hošťálkovy: Parafia św. Michała Archanioła
- Hrozová: Parafia św. Michała Archanioła
- Hynčice: Parafia św. Mikołaja
- Janov ve Slezsku: Parafia Najświętszej Trójcy
- Jindřichov u Krnova: Parafia św. Mikołaja
- Krasov: Parafia św. Katarzyny
- Krnov: Parafia św. Marcina
- Krnov-Kostelec: Parafia św. Benedykta
- Lichnov: Parafia św. Mikołaja
- Linhartovy: Parafia Podwyższenia Świętego Krzyża
- Liptaň: Parafia Wniebowzięcia Panny Marii
- Město Albrechtice: Parafia Nawiedzenia Panny Marii
- Osobłoga: Parafia św. Mikołaja
- Petrovice ve Slezsku: Parafia św. Rocha
- Pitárné: Parafia Nawiedzenia Panny Marii
- Slezské Rudoltice: Parafia św. Katarzyny
- Sosnová: Parafia św. Katarzyny
- Široká Niva: Parafia św. Marcina
- Třemešná: Parafia św. Sebastiana
- Úvalno: Parafia św. Mikołaja
- Vysoká u Krnova: Parafia św. Urbana
- Zátor: Parafia Najświętszej Trójcy